# Halieutichthys bispinosus
Halieutichthys bispinosus är en fiskart som beskrevs av Ho, Chakrabarty och Sparks 2010. Halieutichthys bispinosus ingår i släktet Halieutichthys och familjen Ogcocephalidae. Inga underarter finns listade i Catalogue of Life.